# Chabab Larbi Tebessi Belouizdad
 (décembre 2016).
Si vous disposez d'ouvrages ou d'articles de référence ou si vous connaissez des sites web de qualité traitant du thème abordé ici, merci de compléter l'article en donnant les références utiles à sa vérifiabilité et en les liant à la section « Notes et références ».
Maillots
Le Chabab Larbi Tebessi Belouizdad (en arabe : شباب العربي تبسي بلوزداد), plus couramment abrégé en CLT Belouizdad, est un club de football algérien féminin basé à Belouizdad, Alger.
Il évolue en deuxième division du Championnat d'Algérie lors de la saison 2016-2017.

## Histoire
Le club a été fondé en 2006 avec une équipe très junior de l'époque. On pouvait voir évoluer Sana, Farah ou encore Soumaya surnommée Maya sur le poste de défenseuse latérale.
Le CLTB évolue rapidement sous la présidence de M. Touati, jusqu'à atteindre la ligue 1 entre 2009 et 2011.

## Palmarès
| Compétitions nationales                    |
| ------------------------------------------ |
| - Coupe d'Algérie : - Finaliste : 2010-11. |